# Rua Farme de Amoedo

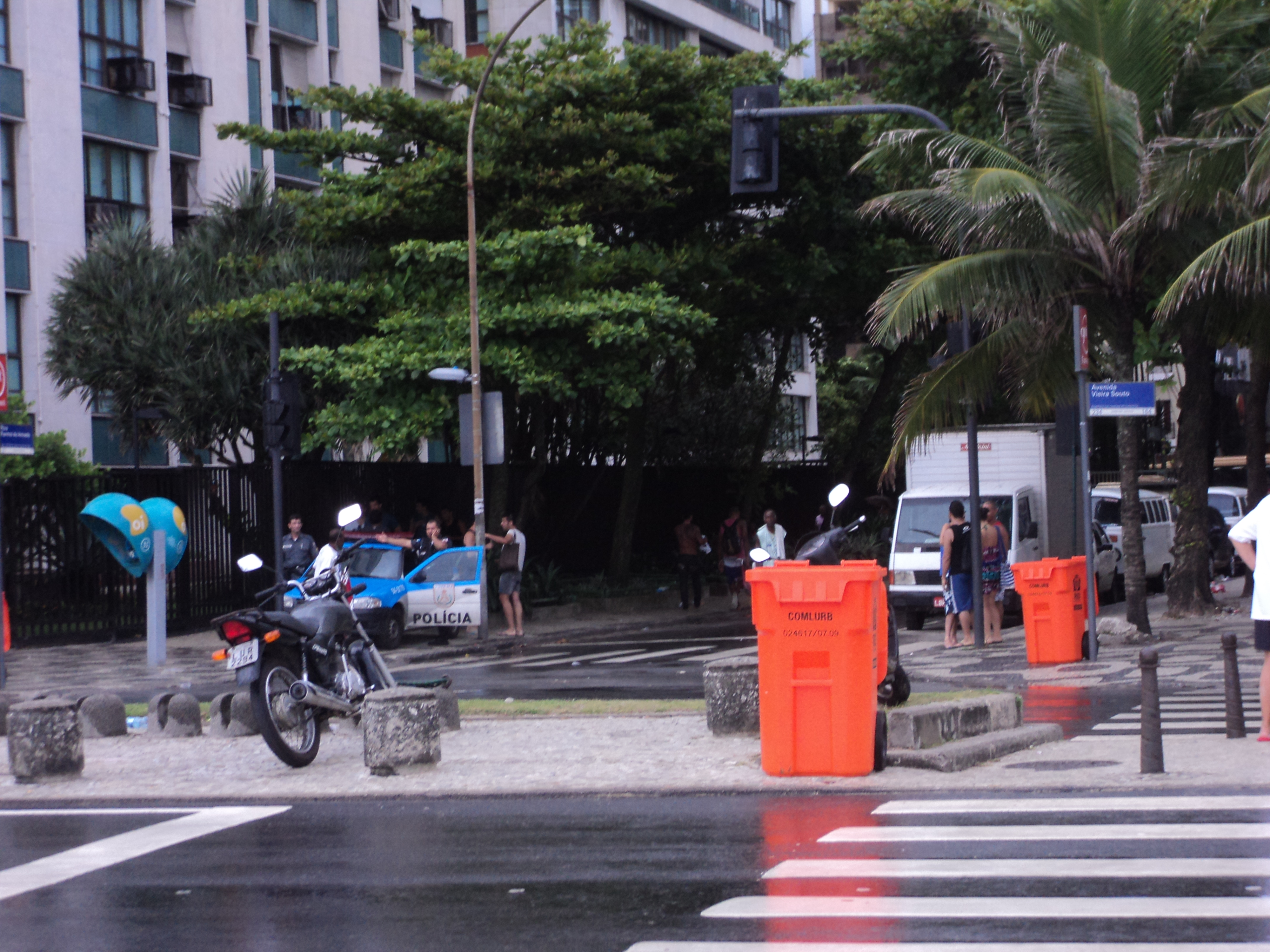
Início da Rua.

A Rua Farme de Amoedo localiza-se no bairro de Ipanema, na cidade do Rio de Janeiro. A rua e a praia nas proximidades são notáveis pela popularidade na comunidade LGBT, sendo famoso ponto turístico.